# June Bøttger
June Bøttger (født d. 2. juni 1994) er en norsk håndboldspiller, der spiller for danske Aarhus United i Damehåndboldligaen. Hun har tidligere optrådt for Oppsal IF i hjemlandet. Ved siden af håndbolden arbejder June i en butik. 
Den 8. maj 2022 blev Bøttger for første gang indkaldt til det norske rekrutlandshold.
Hun forlængede hendes kontrakt med Aarhus United i november 2019, gældende frem til sommeren 2022.